# Vereinsfarben der NBA-Mannschaften
- Die angegebenen Hexcodes orientieren sich an den aktuellen in der Wikipedia hinterlegten Logos und bedürfen der Wartung und Pflege.
- Stand: Juli 2019

| Franchise              | Text                                   | Hex-Code                                | Farbfeld |
| ---------------------- | -------------------------------------- | --------------------------------------- | -------- |
| Atlanta Hawks          | Rot, Grün, Anthrazit                   | #E03A3E #C1D32F #26282A                 |          |
| Boston Celtics         | Grün, Gold, Schwarz, Braun, Weiß       | #008348 #BB9753 #000000 #A73832 #FFFFFF |          |
| Brooklyn Nets          | Schwarz, Weiß                          | #000000 #FFFFFF                         |          |
| Charlotte Hornets      | Dunkelviolett, Petrol, Grau,           | #1D1160 #00788C #A1A1A4                 |          |
| Chicago Bulls          | Rot, Schwarz, Weiß                     | #CE1141 #000000 #FFFFFF                 |          |
| Cleveland Cavaliers    | Weinrot, Gold, Marine, Schwarz         | #6F263D #FFB81C #041E42 #000000         |          |
| Dallas Mavericks       | Blau, Marine, Silber, Schwarz          | #0053BC #00285E #BBC4CA #000000         |          |
| Denver Nuggets         | Marine, Gold, Rot, Blau                | #0E2240 #FEC524 #8B2131 #244289         |          |
| Detroit Pistons        | Blau, Rot, Chrom, Marine, Weiß         | #1D428A #C8102E #BEC0C2 #002D62 #FFFFFF |          |
| Golden State Warriors  | Blau, Gold                             | #1D428A #FDB927                         |          |
| Houston Rockets        | Rot, Schwarz, Silber                   | #CE1141 #000000 #C4CED4                 |          |
| Indiana Pacers         | Blau, Gold, Silber                     | #002D62 #FDBB30 #BEC0C2                 |          |
| Los Angeles Clippers   | Rot, Blau, Schwarz, Silber, Weiß       | #C8102E #1D428A #000000 #BEC0C2 #FFFFFF |          |
| Los Angeles Lakers     | Violett, Gold, Schwarz                 | #552582 #FDB827 #000000                 |          |
| Memphis Grizzlies      | Blau, Marine, Grau, Gold               | #5D76A9 #12173F #707271 #F5B112         |          |
| Miami Heat             | Rot, Gelb, Schwarz                     | #98002E #F9A01B #000000                 |          |
| Milwaukee Bucks        | Grün, Cremefarben, Blau, Schwarz, Weiß | #00471B #EEE1C6 #0077C0 #000000 #FFFFFF |          |
| Minnesota Timberwolves | Blau, Grün, Blau, Grau, Weiß           | #0C2340 #78BE20 #236192 #9EA2A2 #FFFFFF |          |
| New Orleans Pelicans   | Marine, Gold, Rot                      | #002B5C #B4975A #E31837                 |          |
| New York Knicks        | Blau, Orange, Silber, Weiß, Schwarz    | #006BB6 #F58426 #BEC0C2 #000000#FFFFFF  |          |
| Oklahoma City Thunder  | Blau, Marine, Gold, Orange             | #007AC1 #002D62 #FCBB30 #EF3B24         |          |
| Orlando Magic          | Blau, Schwarz, Silber, Weiß            | #0077C0 #000000 #C4CED4                 |          |
| Philadelphia 76ers     | Blau, Rot, Weiß                        | #0067B1 #ED174C #FFFFFF                 |          |
| Phoenix Suns           | Violett, Orange, Grau, Gold, Weiß      | #1D1160 #E56020 #63727A #F9A01B #000000 |          |
| Portland Trail Blazers | Rot, Schwarz, Weiß                     | #E03A3E #000000 #FFFFFF                 |          |
| Sacramento Kings       | Schwarz, Schiefer, Violett             | #000000 #63727A #5A2B81                 |          |
| San Antonio Spurs      | Schwarz, Silber                        | #000000 #C4CED4                         |          |
| Toronto Raptors        | Rot, Schwarz, Silber, Weiß             | #CE1141 #000000 #A1A1A4 #FFFFFF         |          |
| Utah Jazz              | Marine, Gold, Grün                     | #002B5C #F9A01B #00471B                 |          |
| Washington Wizards     | Blau, Silber, Rot, Weiß                | #002B5C #C4CED4 #E31837 #FFFFFF         |          |